# A. J. P. Taylor
A. J. P. Taylor (anglès: Alan John Percivale Taylor)  (Birkdale, 25 de març de 1906 - Londres, 7 de setembre de 1990), va ser un historiador i periodista britànic conegut per les seves conferències sobre història i pel seu estil de prosa. El 1961 va publicar el seu llibre més controvertit, The Origins of the Second World War. Va ser conegut per milions de persones a través de les seves conferències televisives. La seva combinació de rigor acadèmic i atractiu popular va portar a l'historiador Richard Overy a descriure'l com "el Macaulay de la nostra època". En una enquesta de 2011 de la revista History Today, va ser nomenat el quart historiador més important dels 60 anys anteriors.

## Biografia

### Primers anys de vida
Taylor va néixer el 1906 a Birkdale, Southport, que llavors formava part del Lancashire, fill únic del comerciant de cotó Percy Lees Taylor i de la mestra d'escola Constance Sumner Taylor (nascuda Thompson). Els seus pares rics tenien opinions d'esquerres, que ell va heretar. Els seus dos pares eren pacifistes que es van oposar a la Primera Guerra Mundial, i van enviar el seu fill a escoles quàqueres com a forma de protestar contra la guerra.
Aquestes escoles eren The Downs School a Colwall i Bootham School a York. Geoffrey Barraclough, contemporani de l'escola Bootham, recordava Taylor com "una personalitat vital d'allò més fascinant, estimulant, violentament antiburgesa i anticristiana". El 1924, va anar a l'Oriel College d'Oxford per estudiar història moderna.
A la dècada de 1920, la mare de Taylor, Constance, era membre de la III Internacional mentre que un dels seus oncles era membre fundador del Partit Comunista de la Gran Bretanya. Constance va ser una sufragista, feminista i defensora de l'amor lliure i va practicar els seus ensenyaments mitjançant una sèrie d'afers extramatrimonials, sobretot amb Henry Sara, un comunista que en molts aspectes es va convertir en el pare substitut de Taylor. Taylor ha esmentat en les seves memòries que la seva mare era dominant, però al seu pare li agradava exasperar-la seguint els seus propis camins. Taylor tenia una estreta relació amb el seu pare. Va ser reclutat al Partit Comunista de la Gran Bretanya per un amic de la família, l'historiador militar Tom Wintringham, mentre estava a Oriel; membre del 1924 al 1926. Taylor va trencar amb el partit pel que considerava la seva posició ineficaç durant la vaga general de 1926. Després de marxar, va ser un fervent partidari del Partit Laborista durant la resta de la seva vida, sent membre durant més de seixanta anys. Malgrat la seva ruptura amb el Partit Comunista, va visitar la Unió Soviètica el 1925, i de nou el 1934.

### Carrera acadèmica
Taylor es va graduar a Oxford el 1927 amb honors de primera classe.
Després de treballar breument com a advocat, va començar el seu treball de postgrau, anant a Viena per estudiar l'impacte del moviment cartista en la Revolució de 1848. Després, va passar a estudiar la qüestió de la Unificació italiana durant un període de dos anys. Això va donar lloc al seu primer llibre, The Italian Problem in European Diplomacy, 1847–49 publicat el 1934.

### Anys de Manchester
Taylor va ser professor d'història a la Universitat de Manchester de 1930 a 1938. Inicialment vivia amb la seva dona en un pis sense mobles a l'últim pis d'una casa del segle xviii anomenada The Limes, al número 148 de Wilmslow Road, que es trobava enrere del carrer, davant de l'entrada de Didsbury Park, a l'extrem sud del poble de Didsbury. Uns anys més tard, Taylor va comprar una casa al poble de Disley, a la vora del Peak District.

### Anys d'Oxford
Es va convertir en membre del Magdalen College, Oxford, el 1938, càrrec que va ocupar fins al 1976. També va ser professor d'història moderna a la Universitat d'Oxford de 1938 a 1963. A Oxford era un orador tan popular que va haver de donar les seves conferències a les 8:30 per evitar que la sala s'omplis.
El 1962, Taylor va escriure en una revisió de The Great Hunger: Ireland 1845–1849 de Cecil Woodham-Smith que: "Tota Irlanda era un Belsen... La classe dirigent anglesa va ser fidel a la forma. Havien matat dos milions d'irlandesos." Taylor va afegir que si la taxa de mortalitat per la Gran fam irlandesa no era més alta, "no va ser per falta d'intentar-ho" per part del govern britànic, i va escriure: "Sempre he sentit un cert horror dels economistes polítics des que vaig escoltar un d'ells dir que la fam a Irlanda no mataria més d'un milió de persones, i això amb prou feines seria suficient per fer molt bé". Taylor va reimprimir més tard la seva ressenya de llibres sota el dur títol "Genocidi" al seu llibre de 1976 Essays in English History."
El 1964, mentre conservava la seva beca universitària, la Universitat d'Oxford es va negar a renovar el nomenament de Taylor com a professor universitari d'història moderna. Aquesta decisió aparentment sobtada va sorgir arran de la polèmica al voltant del seu llibre Els orígens de la segona guerra mundial. En traslladar-se a Londres, es va convertir en professor a l'Institut d'Investigació Històrica del University College de Londres i a la Politècnica del Nord de Londres.
Un pas important en la "rehabilitació" de Taylor va ser un festschrift organitzat en honor seu per Martin Gilbert el 1965. Va ser homenatjat amb dues festes més, el 1976 i el 1986. Els festschriften van ser testimonis de la seva popularitat entre els seus antics estudiants, ja que rebre fins i tot un sol festschriften es considera un honor extraordinari i rar.

### Segona Guerra Mundial
Durant la Segona Guerra Mundial, Taylor va servir a la Guàrdia Nacional i va fer amistat amb estadistes emigrats d'Europa central, com l'antic president hongarès el comte Mihály Károlyi i el president txecoslovac Edvard Beneš. Aquestes amistats van ajudar a millorar la seva comprensió de la regió. La seva amistat amb Beneš i Károlyi pot ajudar a explicar el seu retrat simpàtic d'ells, en particular Károlyi, a qui Taylor va retratar com una figura santa. Taylor es va fer amic d'Hubert Ripka, agregat de premsa de Beneš, que vivia a Oxford, i a través d'ell va conèixer el president Beneš que vivia a Londres. Taylor va escriure que com que Beneš era president, "no se li va permetre ser a la primera línia a Londres i va haver de viure a Aston Abbots, una casa Rothschild d'un estàndard modest per a ells. Avorrit i aïllat, Beneš va convocar una audiència tot el que va poder i sovint em van portar a Aston Abbots en el cotxe presidencial".
El 1943, Taylor va escriure el seu primer pamflet, El lloc de Txecoslovàquia en una Europa lliure, explicant la seva opinió que Txecoslovàquia després de la guerra serviria de "pont" entre el món occidental i la Unió Soviètica. El lloc de Txecoslovàquia en una Europa lliure va començar com una conferència que Taylor havia donat a l'Institut Txecoslovac de Londres el 29 d'abril de 1943 i, a proposta de Jan Masaryk, es va convertir en un pamflet per explicar la situació de Txecoslovàquia al poble britànic. Taylor va argumentar que els txecoslovacs haurien d'"explicar" als soviètics i "explicar" el socialisme als britànics, dient: "Has d'aparèixer al poble anglès com a comunista i als russos com a demòcrates i, per tant, no rebràs res, sinó abusos d'ambdós bàndols. El lloc de Txecoslovàquia en una Europa Lliure reflectia la teoria de la "convergència" de Beneš, ja que, segons el que estava veient a la Gran Bretanya en temps de guerra, les nacions occidentals es convertirien en socialistes després de la guerra mentre que la Unió Soviètica es tornaria més democràtica. El 1945, Taylor va escriure: "Beck, Stojadinović, Antonescu i Bonnet menyspreaven la integritat [de Beneš] i s'enorgulleixen de la seva astúcia; però els seus països també van caure davant l'agressor alemany i cada pas que van fer ha fet que la resurrecció dels seus països sigui més gran. difícil. [En canvi] la política exterior del Dr. Beneš durant la guerra actual ha guanyat a Txecoslovàquia un futur segur." Durant el mateix període, Taylor va ser emprat per l'Executiu de Guerra Política com a expert en Europa central i va parlar amb freqüència a la ràdio i en diverses reunions públiques. Durant la guerra, va pressionar perquè els britànics reconeguessin els partisans de Josip Broz Tito com el govern legítim de Iugoslàvia.

### Dimissió de l'Acadèmia Britànica
El 1979, Taylor va dimitir de l'Acadèmia Britànica en protesta per l'acomiadament d'Anthony Blunt, que havia estat acusat com a espia soviètic. Taylor va prendre la posició que:
| « | No ens correspon, com a grup d'estudiosos, considerar qüestions d'aquest tipus. L'única preocupació de l'acadèmia hauria de ser les seves credencials erudites, que no es veuen afectades per tot això. | » |

### Vida personal
Taylor es va casar tres vegades. Es va casar amb la seva primera dona Margaret Adams el 1931, van tenir quatre fills junts i es van divorciar el 1951. Durant algun temps a la dècada de 1930, ell i la seva dona van compartir casa amb l'escriptor Malcolm Muggeridge i la seva dona Kitty. A partir de la dècada de 1940, els enamoraments de Margaret per Robert Kee i Dylan Thomas van empènyer la parella cap a la separació. La seva segona dona va ser Eve Crosland, la germana d'Anthony Crosland MP, amb qui Taylor es va casar el 1951; van tenir dos fills i es van divorciar el 1974. La seva tercera dona va ser la historiadora hongaresa Éva Haraszti, amb qui es va casar el 1976.

## Obra

### El problema italià en la diplomàcia europea, 1847–49
El primer llibre de Taylor, publicat el 1934, abordava la qüestió de la unificació italiana, El problema italià en la diplomàcia europea, 1847–49. No obstant això, l'especialitat de Taylor era la història d'Europa central, britànica i diplomàtica.
Es va interessar especialment per la dinastia dels Habsburg i Bismarck. Els seus principals mentors en aquest període van ser l'historiador d'origen austríac Alfred Francis Pribram i l'historiador d'origen polonès Sir Lewis Namier. Els escrits anteriors de Taylor reflectien l'opinió favorable de Pribram sobre els Habsburg; tanmateix, el seu llibre de 1941 The Habsburg Monarchy 1809–1918 (publicat en una edició revisada el 1948) va mostrar la influència de les opinions desfavorables de Namier. A La monarquia dels Habsburg, Taylor va afirmar que els Habsburg veien els seus regnes completament com una eina per a la política exterior i, per tant, mai podrien construir un estat nació genuí. Per mantenir el seu regne unit, van recórrer a enfrontar un grup ètnic contra un altre i van promoure l'hegemonia alemanya i magiar sobre les altres ètnies d'Àustria-Hongria.

### La lluita pel domini a Europa 1848–1918
El 1954 va publicar la seva obra mestra, The Struggle for Mastery in Europe 1848–1918 i la va seguir amb The Trouble Makers el 1957, un estudi crític de la política exterior britànica. The Trouble Makers era una celebració d'aquells que havien criticat el govern per la política exterior, un tema estimat al seu cor. The Trouble Makers havien estat originalment les Ford Lectures el 1955 i era el seu llibre preferit amb diferència. Quan el van convidar a impartir les conferències Ford, inicialment no tenia cap tema, i va ser el seu amic Alan Bullock qui va suggerir el tema de la dissidència de política exterior.

### Bismarck: L'home i l'estadista
El tema recurrent dels accidents que decideixen la història va aparèixer a la biografia de Bismarck de 1955 més venuda de Taylor. Taylor va argumentar de manera controvertida que el canceller de ferro havia unificat Alemanya més per accident que per disseny; una teoria que va contradir les proposades pels historiadors Heinrich von Sybel, Leopold von Ranke i Heinrich von Treitschke als darrers anys del segle xix, i per altres historiadors més recentment.

### Els orígens de la Segona Guerra Mundial
El 1961 va publicar el seu llibre més controvertit, Els orígens de la Segona Guerra Mundial, que li va valer la fama de revisionista. Gordon Martel assenyala que "va tenir un impacte profund.
El llibre es va convertir en un clàssic i un punt de referència central en tota discussió sobre la Segona Guerra Mundial."
En el llibre Taylor va argumentar en contra de la creença generalitzada que l'esclat de la Segona Guerra Mundial (concretament entre Alemanya, Polònia, el Regne Unit i França, setembre de 1939) va ser el resultat d'un pla intencionat per part d'Adolf Hitler. Va començar el seu llibre amb l'afirmació que massa gent ha acceptat de manera acrítica el que ell va anomenar la "Tesi de Nuremberg", que la Segona Guerra Mundial va ser el resultat d'una conspiració criminal d'una petita banda formada per Hitler i els seus associats. Va considerar que la "Tesi de Nuremberg" era massa convenient per a massa gent i va sostenir que va protegir la culpa de la Guerra dels líders d'altres estats, va permetre que el poble alemany evités qualsevol responsabilitat per la guerra i va crear una situació on Alemanya Occidental era un respectable aliat de la Guerra Freda contra els soviètics. La tesi de Taylor era que Hitler no era la figura demoníaca de la imaginació popular sinó en els afers exteriors un líder alemany normal. Citant a Fritz Fischer, va argumentar que la política exterior de l'Alemanya nazi era la mateixa que la de la República de Weimar i l'Imperi Alemany. A més, en una ruptura parcial amb la seva visió de la Història d'Alemanya defensada a The Course of German History, va argumentar que Hitler no era només un líder alemany normal sinó també un líder occidental normal. Com a líder occidental normal, Hitler no era millor ni pitjor que Gustav Stresemann, Neville Chamberlain o Édouard Daladier.
El seu argument era que Hitler volia fer d'Alemanya la potència més forta d'Europa, però no volia ni planejava la guerra. L'esclat de la guerra el 1939 va ser un accident lamentable causat per errors de tots i no formava part del pla de Hitler.
Taylor va retratar Hitler com un oportunista captivador sense altres creences que la recerca del poder i l'antisemitisme. Va argumentar que Hitler no posseïa cap mena de programa i la seva política exterior era una de deriva i aprofitant les oportunitats que s'oferien. No va considerar l'antisemitisme de Hitler únic: va argumentar que milions d'alemanys eren tan ferotgement antisemites com Hitler i que no hi havia cap raó per destacar a Hitler per compartir les creences de milions d'altres.
Taylor va argumentar que el problema bàsic d'una Europa d'entreguerres era un Tractat de Versalles defectuós que era prou onerós per assegurar-se que la majoria aclaparadora dels alemanys sempre l'odiés, però no prou onerosa perquè no va poder destruir el potencial d'Alemanya per ser una gran potència altra vegada. D'aquesta manera, Taylor va argumentar que el Tractat de Versalles era desestabilitzador, perquè tard o d'hora el poder innat d'Alemanya que els Aliats havien declinat destruir el 1918-1919 inevitablement es reafirmaria contra el Tractat de Versalles i el sistema internacional establert per Versalles que els alemanys consideraven injustos i, per tant, no tenien cap interès a preservar. Tot i que Taylor va argumentar que la Segona Guerra Mundial no era inevitable i que el Tractat de Versalles no era tan dur com creien contemporanis com John Maynard Keynes, el que considerava un acord de pau defectuós va fer que la guerra fos més probable que no.

### Història anglesa 1914-1945
El 1965 es va recuperar de la polèmica al voltant dels orígens de la segona guerra mundial amb l'espectacular èxit del seu llibre English History 1914–1945, la seva única aventura en la història social i cultural, on va oferir un retrat afectuós dels anys 1914 a 1945. English History 1914–1945 va ser un enorme best-seller i en el seu primer any d'impressió va vendre més que tots els volums anteriors de la Oxford History of England junts. Encara que sentia que hi havia molt de què avergonyir-se en la història britànica, especialment pel que fa a Irlanda, estava molt orgullós de ser britànic i més concretament anglès. Li agradava subratllar els seus antecedents inconformistes de l'anglès del nord i es considerava part d'una gran tradició de dissidència radical que considerava la veritable història gloriosa d'Anglaterra.

### El foc del Reichstag(introducció)
El 1964 Taylor va escriure la introducció de The Reichstag Fire del periodista Fritz Tobias. Així es va convertir en el primer historiador en llengua anglesa i el primer historiador després de Hans Mommsen a acceptar les conclusions del llibre, que els nazis no havien incendiat el Reichstag el 1933 i que Marinus van der Lubbe havia actuat sol. Tobias i Taylor van argumentar que el nou govern nazi havia estat buscant alguna cosa per augmentar la seva quota de vots a les eleccions del 5 de març de 1933 per activar la Llei de Capacitació, i que van der Lubbe ho havia proporcionat casualment (per als nazis). cremant el Reichstag.
Fins i tot sense l'incendi del Reichstag, els nazis estaven força decidits a destruir la democràcia alemanya. En opinió de Taylor, van der Lubbe havia facilitat la seva tasca proporcionant un pretext. A més, el cap de propaganda comunista alemany Willi Münzenberg i els seus responsables de l'OGPU havien fabricat totes les proves que implicaven els nazis en l'incendi. En particular, Tobias i Taylor van assenyalar que els anomenats "túnels secrets" que suposadament donaven als nazis accés al Reichstag eren de fet túnels per a canonades d'aigua. En aquell moment, Taylor va ser àmpliament atacat per molts altres historiadors per avalar el que es considerava una perversió evident dels fets històrics establerts.

### War by Timetable
En el seu llibre de 1969 War by Timetable, Taylor va examinar els orígens de la Primera Guerra Mundial, i va concloure que, tot i que totes les grans potències volien augmentar el seu propi poder en relació amb les altres, cap va buscar conscientment la guerra abans de 1914. En canvi, va argumentar que totes les grans potències creien que si posseïen la capacitat de mobilitzar les seves forces armades més ràpidament que qualsevol de les altres, això serviria com a element dissuasiu suficient per evitar la guerra i els permetria assolir els seus objectius de política exterior. Així, els estats majors de les grans potències van elaborar uns horaris elaborats per mobilitzar-se més ràpidament que qualsevol dels seus rivals. Quan va esclatar la crisi el 1914, tot i que cap dels estadistes d'Europa volia una guerra mundial, la necessitat de mobilitzar-se més ràpid que els potencials rivals va crear un moviment inexorable cap a la guerra. Així Taylor va afirmar que els líders de 1914 es van convertir en presoners de la lògica dels horaris de la mobilització i que els horaris que havien de servir com a dissuasiu de la guerra, en canvi, van portar la guerra sense descans.

### Beaverbrook: una biografia
A les dècades de 1950 i 1960, Taylor es va fer amic de Lord Beaverbrook i més tard va escriure la seva biografia el 1972. Beaverbrook, d'origen canadenc, era un conservador que creia fermament en l'Imperi Britànic i l'entrada del qual a la política va ser en suport de Bonar Law, un líder conservador fortament relacionat amb l'establishment d'Irlanda del Nord. Malgrat el menyspreu per la majoria dels polítics expressat en els seus escrits, Taylor estava fascinat per la política i els polítics i sovint va conrear relacions amb els que posseïen el poder. Al costat de Lord Beaverbrook, la companyia del qual Taylor li agradava molt, el seu polític favorit era el líder del Partit Laborista Michael Foot, a qui sovint descrivia com el primer ministre més gran de la Gran Bretanya.